# National Board of Review
El National Board of Review of Motion Pictures (traducción libre Consejo Nacional de Crítica de Cine), conocido también como NBR, fue fundado en 1909, en Nueva York, como protesta dirigida al alcalde de la ciudad, George B. McClellan Jr., por su revocación a las licencias de exhibición de películas, en diciembre de 1908. El alcalde opinaba que el nuevo espectáculo degradaba la moral de la comunidad.

## Historia
La protesta fue dirigida por Marcus Loew, representando a los dueños de salas de cine, los que junto a las firmas distribuidoras Edison, Biograph, Pathé y Gaumont, y John Collier, de la organización civil The People's Institute, fundaron el New York Board of Motion Picture Censorship (Consejo de censura de cine de Nueva York), el cual luego cambió su nombre por el de National Board of Review of Motion Pictures (Consejo Nacional de Crítica de Cine) para evitar la palabra ‘’censura’’.
El propósito principal del Consejo era apoyar las películas de mérito y abogar por el nuevo arte del pueblo que estaba transformando la vida cultural de Estados Unidos. De esta manera, y para evitar la censura gubernamental de las películas, el NBR llegó a ser la institución garante no oficial, ante el gobierno y los distintos representantes del mundo cinematográfico, para las nuevas películas que iban apareciendo.
De 1916 hasta la década de 1950, miles de películas llevaron la leyenda Passed by the National Board of Review (Aprobada por el Consejo Nacional de Crítica de Cine) en los créditos del filme.
Sin embargo, a pesar de su espíritu contestatario, el Consejo actuaba como una organización de censura, haciendo que los productores presentaran sus películas ante el Consejo antes de realizar las copias finales de ellas, accediendo a eliminar partes que fueran consideradas inconvenientes, llagando hasta destruir todo el filme.
En 1929, el Consejo fue la primera organización en elegir las mejores películas del año en idioma inglés, y los mejores filmes extranjeros. Sigue siendo la primera institución en anunciar sus premios anuales.
Otro destacado aporte del Consejo fueron sus publicaciones  Film Program (1917-1926); Exceptional Photoplays (1920-1925); Photoplay Guide to Better Movies (1924-1926); National Board of Review Magazine (1926-1942); New Movies (1942-1949); y Films in Review, que publicó su primer número en 1950 y sigue apareciendo en la actualidad.  Estas publicaciones influyeron a generaciones de cineastas y cinéfilos, en toda la gama de aspectos de la producción e historia del cine.
La organización también fomenta los comentarios en todos los aspectos de la producción de cine, así como también la realización de programas de cine educacional y seminarios para estudiantes de cine.

## Premios
Para determinar los premios anuales que otorga el Consejo, 110 miembros  -seleccionados entre reconocidos personajes del mundo del cine-  reciben papeletas en las cuales votan las distintas categorías determinadas por el Consejo. El recuento lo realiza una firma de contabilidad pública, para determinar a los ganadores. Adicionalmente el Jurado de Premios, ayuda a determinar los premios a la categoría Especial logro cinematográfico, presentado en la gala anual que se realiza en enero de cada año.

### Categorías de Premios de 2010
- Mejor película
- 10 películas destacadas
- Mejor película en idioma extranjero
- 5 películas destacadas en idioma extranjero
- Mejor documental
- 5 mejores documentales
- Mejores películas independientes
- Mejor actor
- Mejor actriz
- Mejor actor secundario
- Mejor actriz secundaria
- Mejor reparto
- Actuación destacada de un actor
- Actuación destacada de una actriz
- Mejor director
- Mejor guion adaptado
- Mejor guion original
- Mejor película animada
- Especial logro cinematográfico
- Premio William K. Everson en historia del cine
- Libertad de expresión

### Premios por año
| - 1° - 2° - 3° - 4° - 5° - 6° - 7° - 8° - 9° - 10° - 11° - 12° - 13° - 14° - 15° - 16° - 17° - 18° - 19° - 20° | - 21° - 22° - 23° - 24° - 25° - 26° - 27° - 28° - 29° - 30° - 31° - 32° - 33° - 34° - 35° - 36° - 37° - 38° - 39° - 40° | - 41° - 42° - 43° - 44° - 45° - 46° - 47° - 48° - 49° - 50° - 51° - 52° - 53° - 54° - 55° - 56° - 57° - 58° - 59° - 60° | - 61° - 62° - 63° - 64° - 65° - 66° - 67° - 68° - 69° - 70° - 71° - 72° - 73° - 74° - 75° - 76° - 77° - 78° - 79° - 80° | - 81° - 82° - 83° - 84° - 85° - 86° - 87° - 88° - 89° - 90° - 91° |